# Harm Vanhoucke
Harm Vanhoucke (født 17. juni 1997 i Kortrijk) er en professionel cykelrytter fra Belgien, der er på kontrakt hos Q36.5 Pro Cycling Team.

## Karriere
Vangoucke begyndte at køre på UCI World Touren den 1. juli 2018, da han skrev kontrakt med Lotto-Soudal. Det skete efter at have kørt for holdets U23-hold, hvor han blandt andet vandt U23-udgaven af Lombardiet Rundt (Piccolo Giro di Lombardia) i 2016. Året efter blev det til en sejr i Flèche Ardennaise.